# Arturo Philip
Pour les articles homonymes, voir Philip.
Arturo Alfredo Philip est un psychiatre argentin né le 22 février 1948 dans la ville La Plata, province de Buenos Aires, en Argentine et décédé le 31 octobre 2015 à Malestroit, en France.

## Biographie
Il est né dans la ville de La Plata (capitale de la province de Buenos Aires en Argentine), le 22 février 1948. Il fait ses études primaires et secondaires dans le Collège Saint-Louis de la congrégation française de Marcellin Champagnat. Il étudie la médecine à l'université nationale de La Plata. Il serait le premier psychiatre à obtenir le titre de cette spécialité accordé par le Collège médical de la Province de Buenos Aires en 1975. Il pratiqué le rugby, le football et l'athlétisme.
De 1975 à 1988, il travaille dans la région de Viedma (capitale de la Pcia. Rio Negro) et de Carmen de Patagones. Il est président du Collège Médical de la Zone, professeur à l'université nationale del Comahue, enseignant à l'Institut de Formation d’Enseignants, partenaire fondateur de la Clinique « Viedma » et depuis 1980 directeur de l'Hôpital Neuropsychiatrique de Carmen de Patagones, hôpital qui a reçu le premier prix à la meilleure tâche institutionnelle de l'Argentine accordé par l'Association de psychiatres argentins, pendant le Congrès de la spécialité dans la ville de Tucumán en 1986.
Entre les années 1988 et 1992, il retourne à la ville de La Plata où il coordonne une communauté universitaire et devient le membre principal de la fondation « Terre ferme ». Le Dr Philip développe différentes taches et cela l’ouvre les portes d’Europe, en commençant par l'Espagne où il présente la pièce de théâtre La Dévolution américaine dans la Foire internationale de Séville et dans la ville de Valence.
Il reste plusieurs années en Europe où il parcourt les pays originaux de ses quatre grands-parents. Sa recherche des cultures aborigènes de l'Amérique s'est enrichie avec l'étude de certaines cultures originaires d'Europe comme la galicienne en Espagne, la napolitaine en Italie et la bretonne en France. Ces études ont donné naissance à différents documentaires.
Durant l'année 1997, il retourne à l'Argentine pour se charger du secteur d’enseignement et de recherche de l'hôpital municipal de Carmen de Patagones, tâche qu’il accomplit jusqu'à sa retraite en 2008.

## Son travail
Il a été un précurseur en Patagonie argentine de l'Ethnopsychiatrie et de l’hôpital psychiatrique envisagé comme un système ouvert. Entre 1980 et 1988, le Docteur Philip a implémenté, en tant que directeur de l'Hôpital Neuropsychiatrique de Carmen de Patagones, le système de communauté thérapeutique et de "portes ouvertes", et il a intégré à son équipe la Machi Dominga Ñancufil.
Il a consacré sa carrière à l'étude de l'identité et sa relation avec la santé mentale,,. Ces dernières années, il les a dédiées à développer "l'art comme médecine".
Son travail dans le domaine de la psychiatrie se caractérise par la valeur accordée au facteur culturel et social. Étant directeur de l'hôpital neuropsychiatrique, il incorpore une « machi » (chaman) mapuche à l'équipe thérapeutique. Ces expériences ont été présentées et publiées dans une grande quantité de présentations de la spécialité en Argentine et ailleurs,,.
L'art a toujours été présent dans l'œuvre du Dr Philip, très spécialement le théâtre, à travers lequel les patients ont pu exprimer leur conflit et améliorer leurs conditions, et la littérature, où ont été documentées ses expériences novatrices.
Actuellement le Dr Arturo Philip continue son travail avec la technique qu’il appelle « art comme médecine », appliquée à des thérapies individuelles, à la coordination de groupes et à différentes équipes thérapeutiques en France, en Espagne et en Argentine.

## Œuvres

### Livres
- FranceVille (1992), Fundación Transcultural Americana Tierra Firme. Buenos Aires, Argentine. 1992.
- La Curación Chamánica (1994), Editorial Planeta, Colección Nueva Conciencia. Buenos Aires, Argentine. 1994.
- Victorine Fablet (2004), Association Culturelle Franco – Argentine. Buenos Aires, Argentine, 2004.
- El Hospital Bizarro (2008), Editorial De los Quatro Vientos. Buenos Aires, Argentine, 2008.
- Iatrogenia (2012), Editorial Dunkan. Buenos Aires, Argentine, 2012.
- El estrafalario Doctor Ploujamais (2013), Editorial Dunkan. Buenos Aires, Argentine, 2013.

### Pièces de théâtre
- Paula y ustedes (1978)
- Doña Josefa (1979)
- El hospital Bizarro (1987)
- Mi otra familia (1989)
- La devolución americana (1992)
- Chez Victorine (2005)
- Deux ploërmelais à Buenos Aires (2012)
- Toute la vérité sur la mort de William Wilson (2013)
- Estampas Argentinas (2014)

### Documentaires
- Déjà Vu (1995). Producciones de Aquí y de Allá. Argentine.
- Galicia Profunda (1996). Production: Televisión Municipal de Ponteareas, Galice, Espagne et Producciones de Aquí y de Allá. Argentine.
- Ciao Diego (1996, codirecteur). Production: Zenit Arti Audiovisive, Turin, Italie. Producciones de Aquí y de Allá. Argentina.
- Les artistes du Sacré-Cœur (1998). Production : Argentine à Paris.